# Jacek Łapiński
Jacek Leszek Łapiński (ur. 12 października 1959 w Stalowej Woli) – polski duchowny, dr hab., profesor nadzwyczajny Instytutu Architektury Krajobrazu i dziekan Wydziału Nauk Przyrodniczych i Technicznych.

## Życiorys
Święcenia kapłańskie przyjął 24 czerwca 1985. 26 lutego 1996 obronił pracę doktorską Cywilizacyjno-kulturowy fenomen Homo Faber w zakresie nauk humanistycznych, 4 listopada 2009 habilitował się na podstawie oceny dorobku naukowego i pracy zatytułowanej Morfogenetyczna koncepcja układów biotycznych. 28 stycznia 2015 uzyskał stopień doktora nauk biologicznych za pracę pt. Projekt organizacji natury Ruperta Sheldrake'a. Został zatrudniony na stanowisku adiunkta w Instytucie Ochrony Środowiska na Wydziale Biotechnologii i Nauk o Środowisku Katolickiego Uniwersytetu Lubelskiego Jana Pawła II, a także w Instytucie Teologicznym im. bł. Wincentego Kadłubka w Sandomierzu.
Objął funkcję profesora nadzwyczajnego w Instytucie Architektury Krajobrazu, oraz dziekana na Wydziale Nauk Ścisłych i Nauk o Zdrowiu Katolickiego Uniwersytetu Lubelskiego Jana Pawła II.